# Sinagoga de Tulln an der Donau

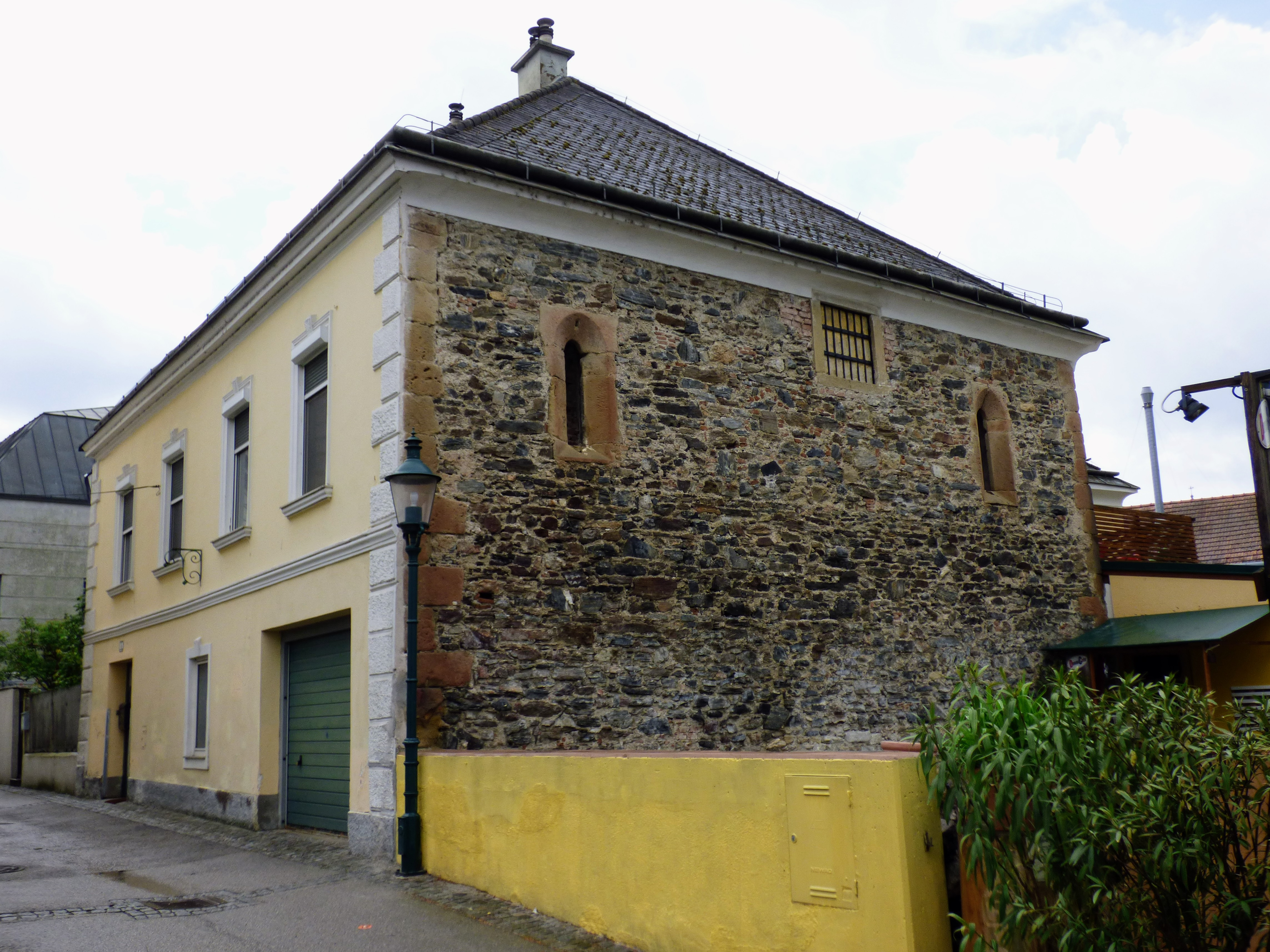
Antigua sinagoga en Tulln

La sinagoga de Tulln an der Donau, municipio de la Baja Austria, fue construida en el siglo XIII. El edificio de Fischergasse 5 no fue reconocido como sinagoga hasta 2002.

## Historia
Un documento de 1267 demuestra que Tulln ya contaba con una importante comunidad judía en el siglo XIII. Sin embargo, las persecuciones de los judíos en 1337 y después de 1420 acabaron con ella. La sinagoga pasó a ser propiedad de la ciudad y el edificio se utilizó como prisión hasta el siglo XIX.
Durante los trabajos de demolición de una ampliación en 2002, salieron a la luz partes de un muro y ventanas tapiadas, lo que sugiere que el edificio debió de ser una antigua sinagoga. La ubicación en el antiguo barrio judío también habla en favor de ello. El aspecto exterior y el diseño de la fachada datan del siglo XIX, sin embargo la estructura general del edificio no se ha visto alterada significativamente por estas renovaciones.

## Arquitectura
El edificio, de mampostería de cantería, mide 9,80 × 11,40 metros y tiene 8 metros de altura hasta el alero; las dimensiones interiores son de 7,80 × 9,50 metros. El nivel del suelo era más bajo que el de la calle, lo que no era inusual en las sinagogas medievales.
Además de las dos ventanas ojivales góticas descubiertas en el muro norte en 2002, probablemente también había ventanas similares en otros lados. Como éstas estaban en alto y no hay vanos de ventanas a nivel de la planta baja, cabe suponer que el interior era un vestíbulo alto.